# Revolució

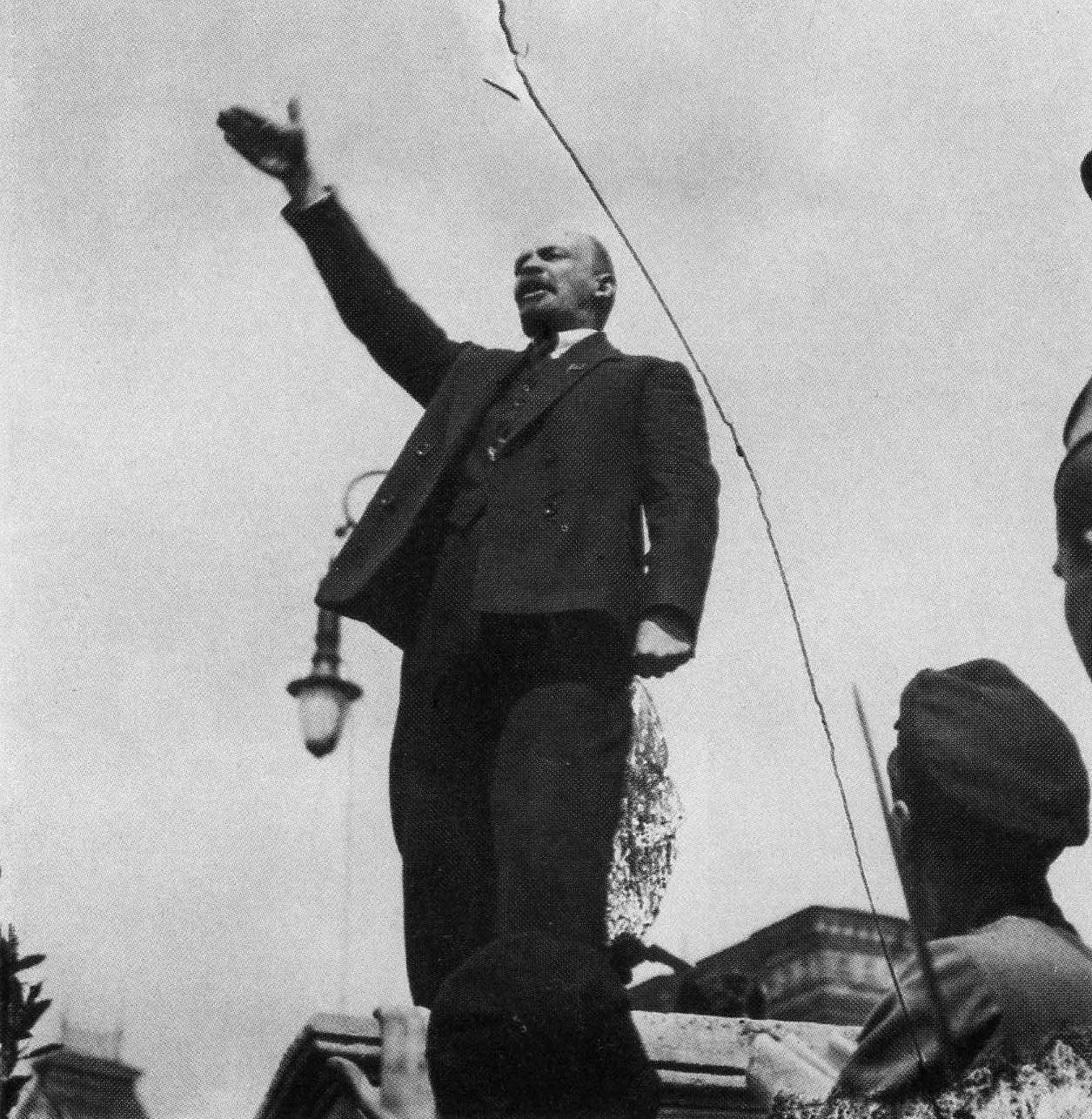
Vladímir Ílitx Uliànov (Lenin), líder revolucionari rus.

Una revolució és una transformació profunda i ràpida de l'estructura social, econòmica i política d'una societat, que alguns cops comporta l'ús de la violència, però no necessàriament.
Els canvis revolucionaris, a més de radicals i d'aportar conseqüències transcendentals, han de percebre's com a ruptura sobtada de l'ordre establert. Si no és així, s'hauria de parlar millor d'una evolució, d'una transició o d'una crisi. Si el que hi falta és el caràcter transcendental, s'hauria de parlar més aviat d'una revolta.
Les revolucions són conseqüència de processos històrics i de construccions col·lectives. Perquè una revolució sigui possible cal que hi hagi una nova unió d'interessos fent front a uns altres interessos. En efecte, una revolució pròpiament dita és obra de grans masses: es produeix quan una majoria de la societat, o una minoria molt nombrosa i representativa, arriba a la convicció que l'statu quo és injust, il·legítim i insuportable, fins al punt que resulta imprescindible d'enfrontar-s'hi radicalment amb voluntat de destruir-lo per a bastir quelcom de nou, malgrat les incerteses que això obre.

## Tipologia
En la historiografia es parla, generalment, de tres tipus de revolucions:
- Revolució política
- Revolució social
- Revolució econòmica

## Revolucions importants al llarg de la història[2]
- Revolució neolítica (8000-7000 aC)
- Revolució científica (1543)
- Revolució Americana (1775)
- Revolució industrial (1791)
- Revolució Francesa (1789)
- Revolució d'Octubre (1917)
- Revolució dels Clavells (1974)

## Origen del terme
En l'accepció actual, el terme revolució és una aportació catalana a la terminologia política universal: s'encunyà en català en el segle xv, tot responent a una metàfora en què es compara un canvi profund i sobtat amb les revolucions dels astres. El primer ús del terme es documenta en català el 1473 en referència a la guerra civil entre la Generalitat i Joan II; posteriorment s'aplica, coetàniament, a les Germanies, per exemple. Potser és d'ací que el terme, en la nova accepció, passà a l'italià (historiografia italiana del segle XVII), i d'ací arreu.